# Blepharoneuron
Blepharoneuron Nash é um género botânico pertencente à família Poaceae, subfamília Chloridoideae, tribo Eragrostideae.
Suas espécies ocorrem na América do Norte.

## Espécies
- Blepharoneuron shepherdii (Vasey) P.M. Peterson & Annable
- Blepharoneuron tricholepis (Torr.) Nash